# Acido tropico
L'acido tropico è un acido organico con formula condensata HOCH2CHPhCOOH. La molecola può esistere in due diverse forme enatiomeriche dal momento che possiede un centro chirale (carbonio 2). Il racemo viene usato come reagente per la sintesi dell'atropina, dove l'acido tropico è impegnato in un legame estereo col 3-tropanolo, mentre per ottenere la iosciamina, enantiomero levogiro dell'atropina, viene usato solo l'enantiomero (S) dell'acido tropico.